# Cédric Soulette
Pas d'image ? Cliquez ici

a Compétitions nationales et continentales officielles uniquement.

b Matchs officiels uniquement.
Cédric Soulette, né le 30 mai 1972 à Béziers, est un joueur de rugby à XV français. Il a joué avec l'équipe de France de 1997 à 1999, évoluant au poste de pilier (1,88 m pour 108 kg).
Formé à l'AS Béziers, il refuse deux fois d'être transféré au Stade toulousain avant de rejoindre Toulouse en 1999.
Avec le Stade toulousain, il remporte une Coupe d'Europe en 2003 ainsi qu'une fois le championnat de France en 2001. Avec l'équipe de France, il remporte une fois le Tournoi des Six Nations en 1998.
Il crée une société de communication par l'art dont il s'occupe après sa carrière.

## Carrière

### En club
Il a été finaliste du Challenge européen en 2003-04 avec l'ASM. Le 24 mai 2003, il est remplaçant avec le Stade toulousain en finale de la Coupe d'Europe au Lansdowne Road de Dublin face à l'USA Perpignan. Il remplace Jean-Baptiste Poux à la 74e minute, et les Toulousains s'imposent 22 à 17 face aux Catalans et deviennent ainsi champions d'Europe.

### En équipe nationale
Il a disputé son premier test match avec l'équipe de France le 22 octobre 1997, contre l'équipe d'Italie, et son dernier test match fut contre l'équipe d'Australie, le 6 novembre 1999, à l’occasion de la finale de la coupe du monde.
Il a participé à trois matchs du Grand Chelem de la France en 1998.
En juillet 1999, il est sélectionné dans un groupe de trente joueurs pour disputer la Coupe du monde 1999.

### Avec les Barbarians
Le 6 novembre 1996, il est invité une première fois avec les Barbarians français pour jouer contre Cambridge en Angleterre. Les Baa-Baas s'imposent 76 à 41.
En juin 1999, il participe à la tournée des Barbarians français en Argentine. Il est titulaire contre le Buenos Aires Rugby Club à San Isidro. Les Baa-Baas s'imposent 52 à 17. Puis, il est titulaire contre les Barbarians Sud-Américains à La Plata. Les Baa-Baas français s'imposent 45 à 28.
En novembre 2000, il est sélectionné avec les Barbarians français pour jouer la Nouvelle-Zélande au Stade Bollaert à Lens. Les Baa-Baas parviennent à s'imposer 23 à 21.

## Palmarès

### En club
- Championnat de France de première division :
  - Champion (1) : 2001
- Coupe d'Europe :
  - Vainqueur (1) : 2003

### En équipe nationale
- Sélections en équipe nationale : 13
- Sélections par année : 1 en 1997, 6 en 1998, 6 en 1999
- Tournois des Cinq Nations disputés : 1998
- Grand Chelem de la France en 1998

#### Tournoi des Six Nations
| Édition           | Rang | Résultats France | Résultats Soulette | Matchs Soulette |
| ----------------- | ---- | ---------------- | ------------------ | --------------- |
| Cinq Nations 1998 | 1    | 4 v, 0 n, 0 d    | 3 v, 0 n, 0 d      | 3/4             |

Légende : v = victoire ; n = match nul ; d = défaite ; la ligne est en gras quand il y a Grand Chelem.

#### Coupe du monde
| Édition          | Rang      | Résultats France | Résultats Soulette | Matchs Soulette |
| ---------------- | --------- | ---------------- | ------------------ | --------------- |
| Royaume-Uni 1999 | Finaliste | 5 v, 0 n, 1 d    | 4 v, 0 n, 1 d      | 5/6             |

Légende : v = victoire ; n = match nul ; d = défaite.